# Matriu BCG

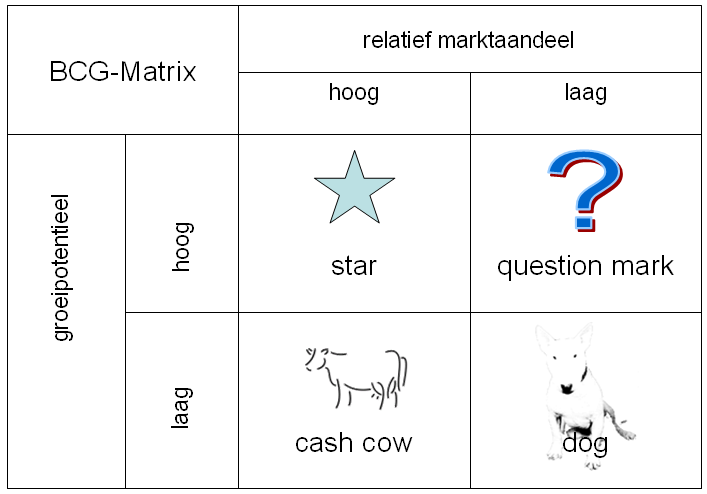
Quadrant de la Matriu BCG

La Matriu BCG o matriu de creixement-participació, coneguda també com a Matriu de Boston Consulting Group, és un mètode gràfic d'anàlisi de cartera de negocis desenvolupat pel Boston Consulting Group a la dècada de 1970 i publicada pel president de l'esmentada consultora, Bruce D. Henderson, el 1973. Es tracta d'una eina d'anàlisi estratègica, específicament de la planificació estratègica corporativa. No obstant això, per la seva estreta relació amb el màrqueting estratègic, es considera una eina molt vinculada a aquesta disciplina. La seva finalitat és ajudar a decidir enfocaments per a diferents negocis o Unitats Estratègiques de Negoci.
Es tracta d'una senzilla matriu amb quatre quadrants, cadascun dels quals proposa una estratègia diferent per a una unitat de negoci. Cada quadrant ve representat per una figura o icona.
El mètode utilitza una matriu de 2 x 2 per agrupar diferents tipus de negocis que una empresa en particular posseeix. L'eix vertical de la matriu defineix el creixement en el mercat, i l'horitzontal la quota de mercat. Així les unitats de negoci se situaran en un dels quatre quadrants en funció del seu valor estratègic. Aquests quadrants són els següents:
- "ESTRELLA". Gran creixement i Gran participació de mercat. Es recomana potenciar al màxim aquesta àrea de negoci fins que el mercat es torni madur, i la UEN (Unitat estratègica de negoci) es converteixi en Vaca.
- "INTERROGANT". Gran creixement i Poca participació de mercat. Cal revaluar l'estratègia en aquesta àrea, que eventualment es pot convertir en un Estel o en un Gos.
- "VACA". Baix creixement i alta participació de mercat. Es tracta d'una àrea de negoci que servirà per generar efectiu necessari per crear noves estrelles.
- "GOS". No hi ha creixement i la participació de mercat és baixa. Àrees de negoci amb baixa rendibilitat o fins i tot negativa. Es recomana desfer-se d'ella quan sigui possible. Generalment són negocis o productes que es troben en la seva última etapa de vida. Rares vegades convé mantenir-los en la cartera de l'empresa, també es diu que fa part del màrqueting.